# 이오카촌 (이와테현)
이오카촌(飯岡村)은 1955년까지 이와테현 시와군에 존속했던 촌이다. 현재의 모리오카시에 해당한다.

## 연혁
- 1889년 4월 1일 - 정촌제 시행과 함께 시와군 이오카촌이 성립하였다.
- 1955년 4월 1일 - 오토베촌, 미루마에촌과 합병해 도난촌이 되었다.

## 교통

### 철도
- 일본국유철도 도호쿠 본선

## 참고서적
- 『이와테현 정촌 합병지』(이와테현 총무부 지방과, 1957년)